# Takeda Nobutora

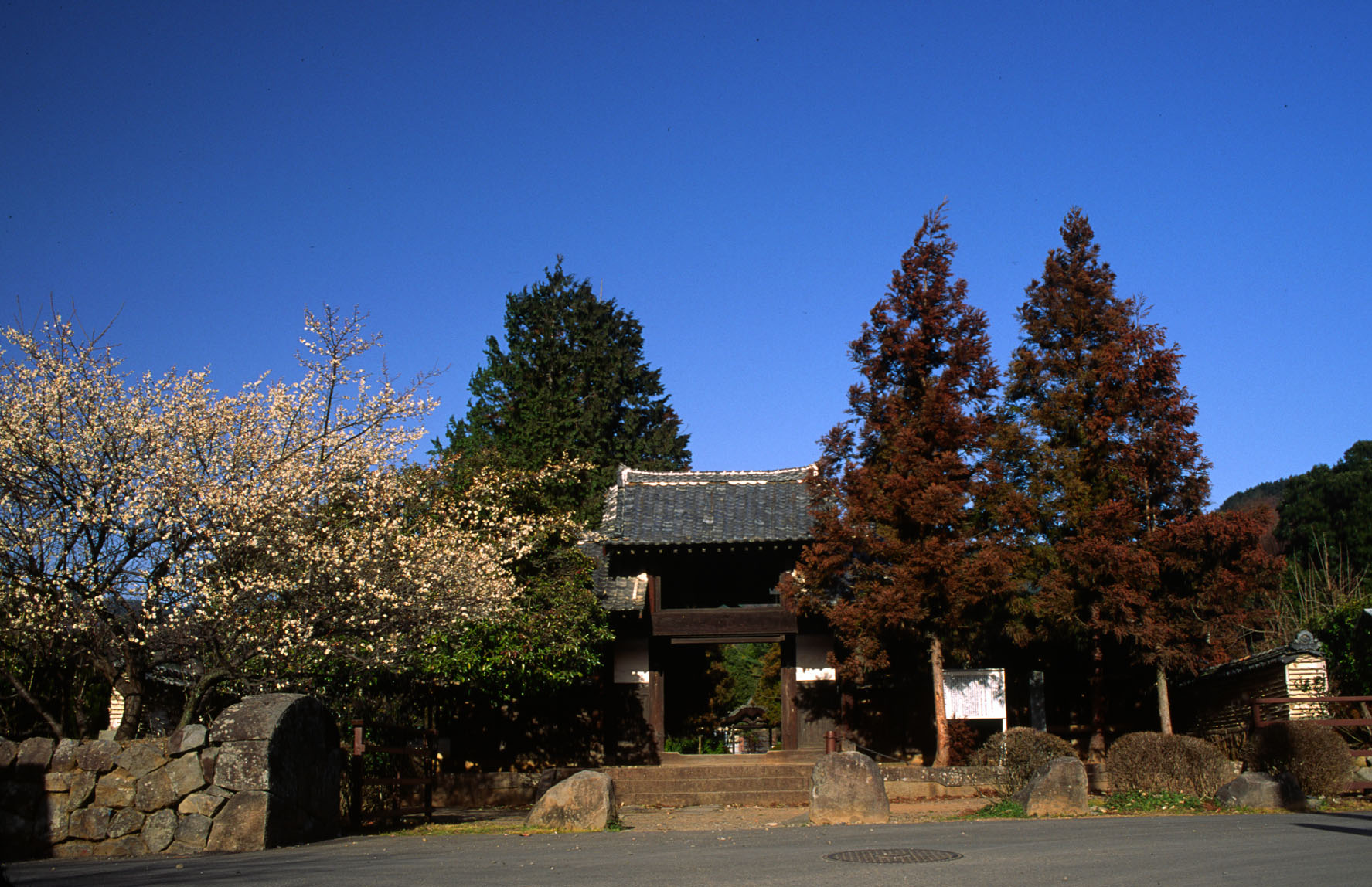
Het graf van Takeda Nobutora te Kofu, Yamanashi.

Takeda Nobutora (Japans: 武田信虎) (Isawa (Yamanashi), 11 februari 1493 - Shinano, 27 maart 1574) was een Japanse daimyo die de provincie Kai bestuurde, en in meerdere veldslagen vocht tijdens de Sengoku-periode. Hij was de vader van de beroemde Takeda Shingen, die oorspronkelijk Harunobu heette, en twee andere zonen, Nobushige en Nobukado.
Nobutora vocht tegen Hiraga Genshin in de Slag bij Un no Kuchi in 1536. Hij was gedwongen zich terug te trekken, maar zijn zoon Harunobu versloeg Hiraga en nam het kasteel. Nobutora zou van plan zijn geweest om zijn tweede zoon Nobushige tot erfgenaam te maken. In 1541 begon Shingen een opstand tegen Nobutora. Hij werd hierbij geholpen door vele Takeda-vazallen (die Nobutora al geen warm hart toe droegen). Nobutora werd hierop verbannen naar de provincie Suruga. Zijn jongere broer Nobushige zou een trouw vazal van Shingen blijven.